# Міляєв Семен Матвійович
Семен Матвійович Міля́єв (ім'я при народженні Соломон Мордухович, нар. 16 грудня 1895, Вільно — пом. 16 грудня 1961, Київ) — український радянський графік і дизайнер. Батько мистецтвознавця Людмили Міляєвої, дід художника Олександра Подерв'янського, прадід художниці Анастасії Подерв'янської.

## Біографія
Народився 4 [16] грудня 1895 року у місті Вільні (нині Вільнюс, Литва) у єврейській сім'ї купця. 1913 року закінчив класичну гімназію, відвідував приватну художню школу у Вільні. Брав участь у Першій світовій війні.
Упродовж 1919–1923 років навчався на механіко-математичному факультеті Харківського технологічного інституту. З 1923 року створював просвітницькі плакати, оформляв книги, написав картини: «О. Міляєв» (1926), «Автопортрет» (1927). З 1934 року — дизайнер та оформлювач виставок і музеїв, зокрема:
- експозицій українського народного мистецтва до декад українського мистецтва у 1936, 1949, 1957 роках у Києві, Ленінграді, Москві;
- ювілейної виставки Тараса Шевченка в Києві (1939);
- музею Володимира Леніна в Києві (1938, 1944);
- музеїв Тараса Шевченка у Каневі (1939), Києві (1940, 1949), Канаді (1952);
- музею Івана Франка у Канаді (1955);
- музею Лесі Українки у Києві (1961; разом із Василем Батюшковим).

У 1930-ті роки співпрацював із Василем Єрмиловим, у 1940-ві з Вадимом Меллером.
Упродовж 1935–1946 років проектував меблі, ужиткові речі для народних митців. Автор ескізу робочого столу для читалального залу бібліотеки (1946).
Помер у Києві 16 грудня 1961 року.